# Tormore
Tormore est une distillerie de whisky fondée en 1958 dans le Speyside. La construction de la distillerie a commencé en 1958 et s’est terminée en 1960.

## Histoire
Tormore est une des distilleries écossaises les plus récentes. En 1958, c’est la première distillerie à être construite depuis le début du XXe siècle.
En 1972, la distillerie a été agrandie et passe de 4 à 8 alambics.

## La production
Tormore embouteille très peu sa production en single malt la quasi-totalité du whisky produit est destinée à la fabrication des blends, essentiellement Long John.

### Versions officielles
- Tormore 10 ans
- Tormore 12 ans 40 %, lancé en 2004.

D'autres versions officielles ont existé comme un 5 ans et un 15 ans d’âge.